# Стшекенціно
Стшекенціно (пол. Strzekęcino, нім. Streckenthin) — село в Польщі, у гміні Свешино Кошалінського повіту Західнопоморського воєводства.
У 1975-1998 роках село належало до Кошалінського воєводства.
Перша згадка про село датується 1278 роком, де воно згадується як фільварок маєтку у Дунові. Село століттями належало до юнкерського роду фон Камеке. У селі знаходяться два палаци Бурштиновий збудований у 1899-1901 роках (зараз у ньому розташований спа-готель) та Білий споруджений 1935 року. Палаци розташовані на території природничого парку, що займає 10 гектарів. Центральне місце парку займає ставок та багата колекція троянд, кипарисів, магнолії, коркових дерев та яворів.

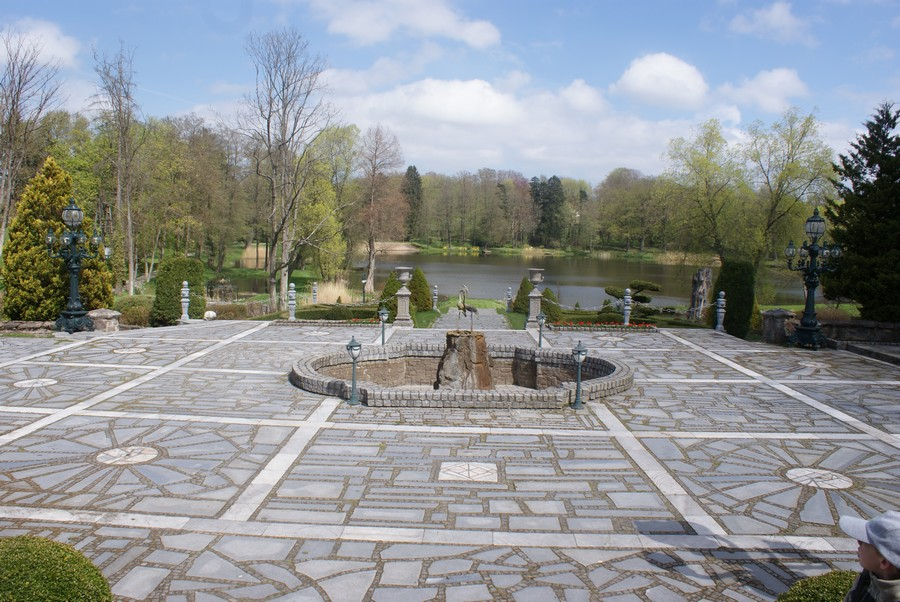
Палацовий парк

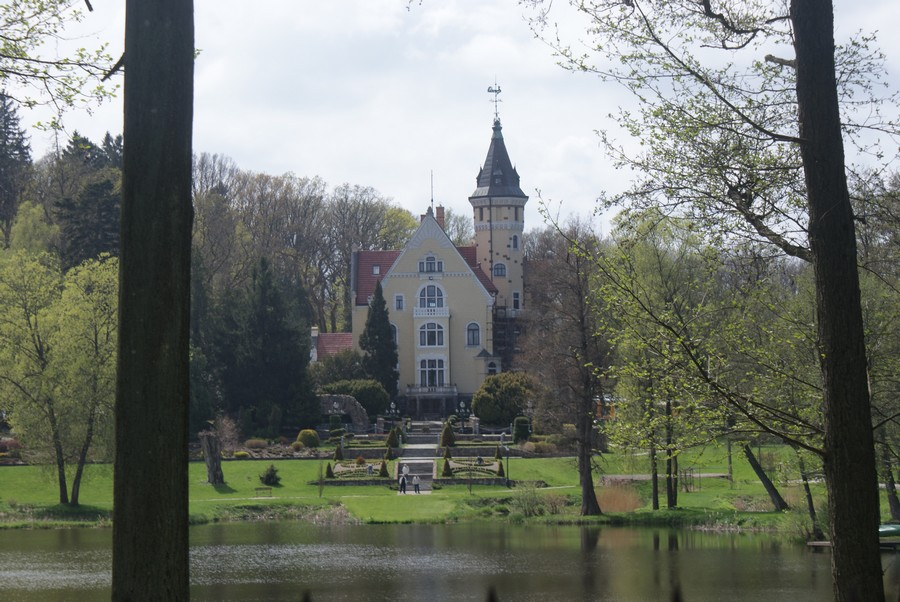
Бурштиновий палац

У селі також знаходяться передвоєнні будинки, знищений та занедбаний цвинтар, старовинна водонапірна башта, та 150-метрова алея, обсаджена платанами. У селі розташована Мазовецька станція селекції картоплі, котра була заснована 1900 року Картзом фон Камеке-Стжекенчіном.
У відстані кілометра на схід знаходиться озеро Чорне із лікувальним мулом.
У 2009 році, під час виборів до Європейського Парламенту, у сільській дільниці відбулася пожежа, яка ледве не призвела до видовження часу виборів.